# Canthon angustatus
Canthon angustatus är en skalbaggsart som beskrevs av Edgar von Harold 1867. Canthon angustatus ingår i släktet Canthon och familjen bladhorningar. Inga underarter finns listade.